# Štruklji
Štruklji jsou tradiční slovinské jídlo složené z těsta a různých druhů náplní. Pokrm má podobu závitků, které mohou být vařené nebo pečené a mohou mít širokou škálu náplní. Štruklji byly tradičně vyhrazeny pro zvláštní příležitosti, ale nyní jsou v domácnostech jedním z nejtypičtějších každodenních pokrmů po celém Slovinsku. Podávají se i jako příloha i jako oblíbené sladké jídlo. Jsou úzce příbuzné s tradičním chorvatským pokrmem Zagorski štrukli.
Populární verze jsou skutni štruklji, česky tvarohové štruklji.

## Historie
První zmínka o přípravě štruklí pochází z roku 1589, kdy kuchař na zámku ve Štýrském Hradci zapsal recept na vařené štruklje s estragonovou náplní. V 17. století se staly svátečním pokrmem městské střední třídy a o dvě století později se rozšířily i do venkovských domácností. Do každodenní kuchyně se začlenily na počátku 20. století.

## Suroviny a příprava
Nejčastějšími ingrediencemi těsta jsou mouka - většinou pšeničná nebo pohanková - smíchaná s vejcem, olejem, teplou vodou a solí. Tyto suroviny se smíchají a těsto se rozválí na tenkou vrstvu. Náplň může být sladká nebo slaná, nejčastěji se používá jablečná, ořechová, maková, tvarohová nebo estragonová. Zvolená náplň se pak rozetře na plát těsta a z těsta se vytvoří roláda.
Alternativně lze štruklji připravit tak, že do výše uvedených ingrediencí vmícháme tvaroh a těsto uvaříme jako jeden celek.
Štruklji lze vařit v páře, ve vodě, smažit nebo péct. Často se podávají buď s masem a omáčkou, nebo s omáčkou ze strouhanky.